# Cocijo

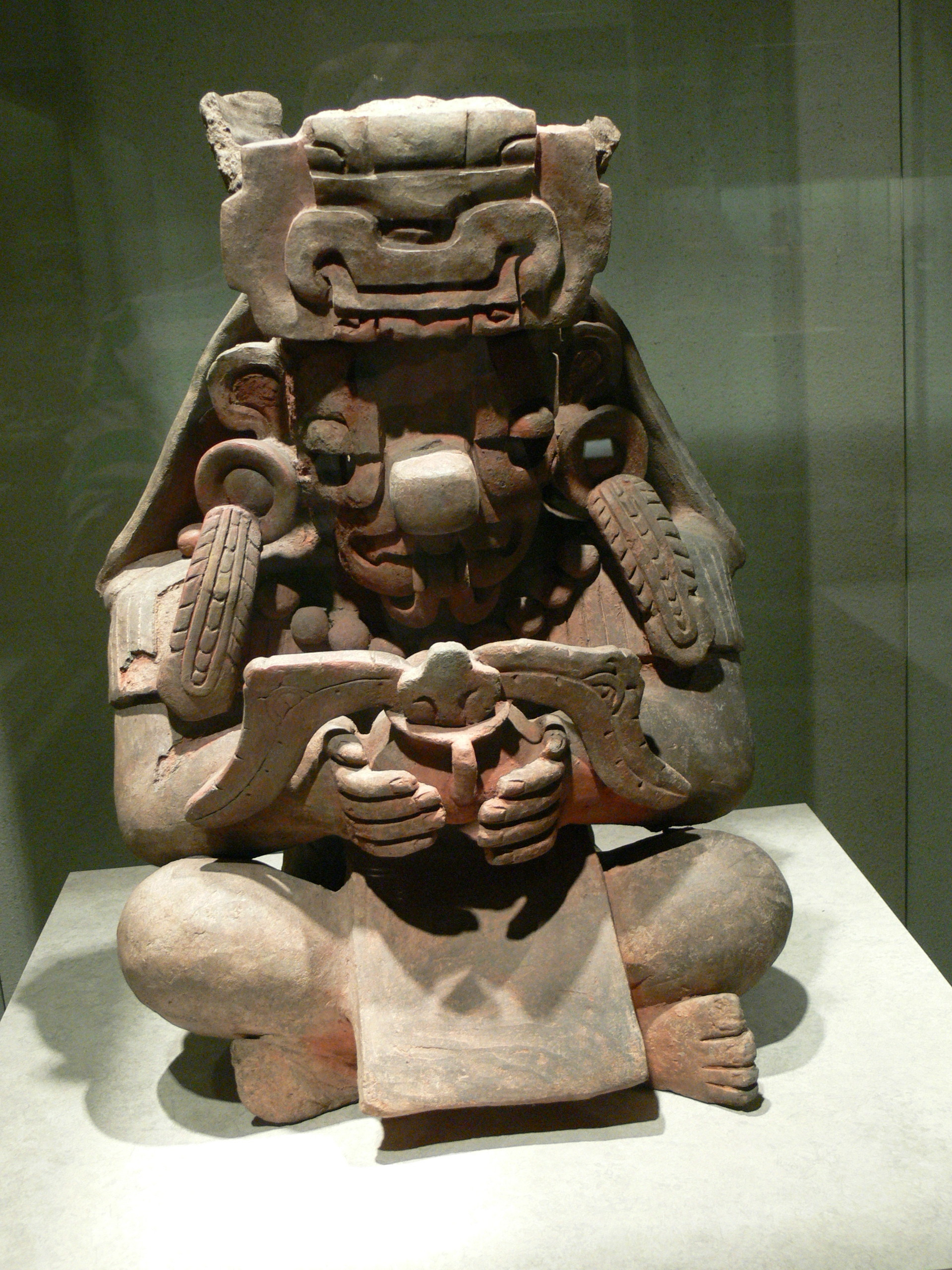
Représentation de Cocijo datée du classique ancien (200-500) et trouvée à Monte Albán (MNA, Mexico).

Cocijo était le dieu de la pluie des Zapotèques, à l'époque mésoaméricaine.